# Ernst Meumann
Ernst Friedrich Wilhelm Meumann (29 de agosto de 1862, Uerdingen, Krefeld – 26 de abril de 1915, Hamburgo, Alemania) fue un educador alemán, pedagogo y psicólogo, además de trabajar en otros ámbitos como la estética. Discípulo de Wundt, es uno de los autores que da nombre a la pedagogía experimental. Publicó numerosos artículos y libros sobre el aprendizaje, la memoria y otros temas relacionados.

## Obra
- The psychology of learning: an experimental investigation of the economy and technique of memory. Ed. de 2012 en Nabu press. ISBN 9781279520284

- 1903. Die Sprache Des Kindes. ISBN 9780274180783

- 1907. Der Verzug des Schuldners nach dem Recht des BGB für das Deutsche Reich, 2 v. 2ª ed. Leipzig 1911 ISBN 9783743650329

- 1908. Intelligenz und Wille. Quelle & Meyer, Leipzig (2ª edic. y aumentada en la ed. de 1913, y ediciones adicionales, ed. de G. Störring (actualizadas en ³1920 y 1925)

- 1924. Sistema de estética. Madrid, Calpe.